# Habenaria macrotidion
Habenaria macrotidion är en orkidéart som beskrevs av Victor Samuel Summerhayes. Habenaria macrotidion ingår i släktet Habenaria och familjen orkidéer.
Artens utbredningsområde är Zambia. Inga underarter finns listade i Catalogue of Life.